# 天合联盟货运
天合联盟货运（英語：SkyTeam Cargo）是一个全球性的货运航空联盟，成立于2000年，其所有成员航空公司均来自天合联盟，日均提供逾1000班的航班量，飞往超过130个国家，运营规模为目前世界最大。自2005年起，天合联盟货运连续5年被亚洲货运与供应链颁奖大会评为最佳航空货运联盟。原主要竞争对手为WOW货运联盟，在該聯盟解散後成為世界目前唯一的貨運航空聯盟。天合貨運聯盟成員數曾發展到12個之多，今日的聯盟成員數為7個，除了是迄今為止規模最大的貨運航空聯盟，天合貨運聯盟依然積極招募新會員當中，所有天合聯盟成員都是潛在加入者。

## 历史
- 2000年9月，已与天合联盟建立合作关系的四家创始承运商成立联合的货运部门——天合联盟货运，共同开拓货运市场[3]。 墨西哥航空货运、法国航空货运、达美航空物流以及大韩航空货运共同宣布成立天合联盟货运[1]。
- 2001年，已加入天合联盟的捷克航空及意大利航空的货运部门分别在4月及8月加入天合联盟货运[1]。
- 2004年5月，荷兰皇家航空与法国航空合并，建立了法荷航集團，荷兰皇家航空货运随即于于四个月后加入天合联盟货运。次年9月，西北航空货运也加入联盟。然而，达美航空在2008年4月14日完成对西北航空的收购，使其成为当时全球最大的商业航空公司[1]。
- 2010年11月，中国南方航空货运与天合货运联盟在荷兰阿姆斯特丹正式签署了入盟对标协议，从而成为中国大陆首家加入国际航空货运联盟的航空公司[4]。
- 2012年10月，中华航空货运与天合货运联盟在美國喬治亞州亞特蘭大市正式签署了入盟对标协议，从而成为中華民國首家加入国际航空货运联盟的航空公司。
- 2013年6月，中國貨運航空与天合货运联盟在德國慕尼黑正式签署了入盟对标协议，成为中國大陸第二家加入国际航空货运联盟的航空公司。也使得天合聯盟貨運在大中華市場有著廣大的競爭力。
- 2019年1月1日，中国南方航空货运隨著客運部門退出天合聯盟，同步退出天合货运联盟。
- 2019年4月15日，沙烏地阿拉伯航空货运正式加入天合货运联盟。
- 2021年10月，ITA航空货运正式加入天合货运联盟。

### 目前成員

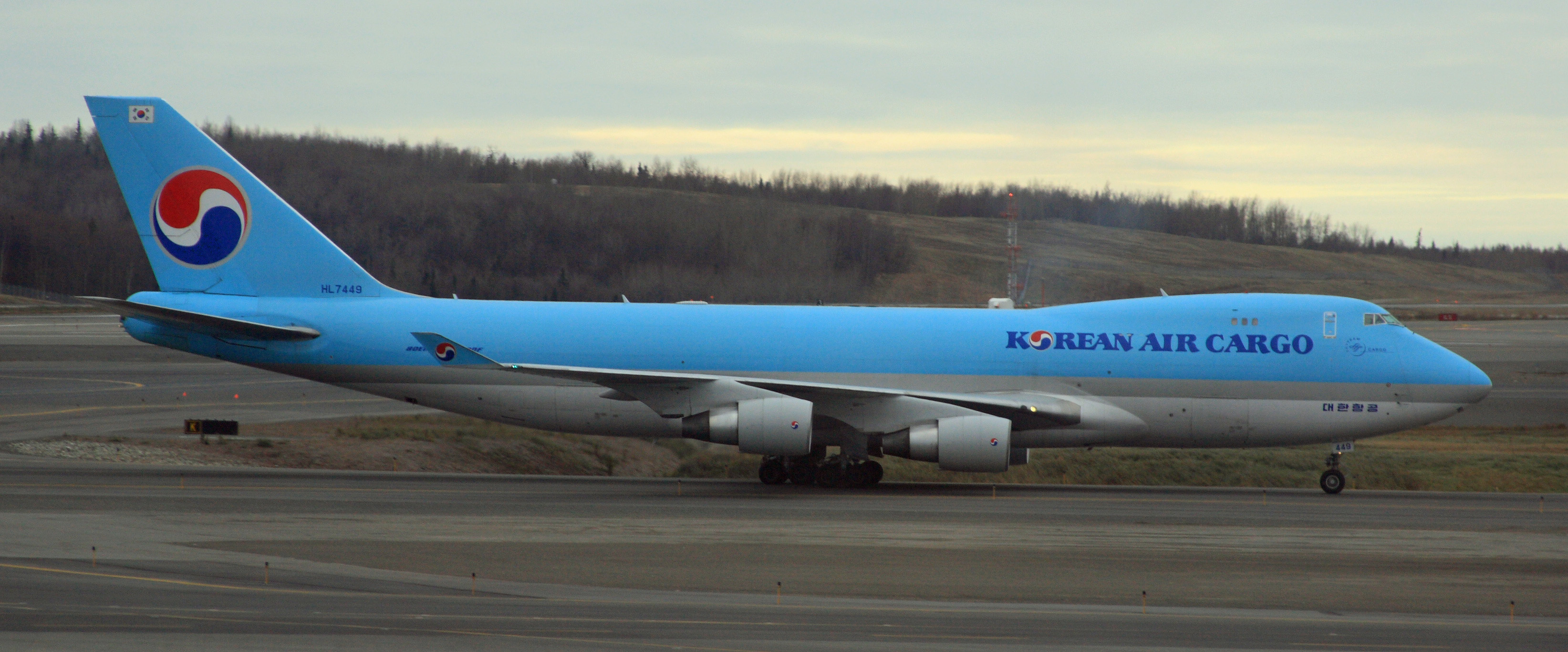
一架天合联盟货运的波音747-400F货机，隶属大韩航空

## 联盟成员

### 已退出成員
- 中国南方航空货运(2018年11月15日，中國南方航空宣布自2019年1月1日起不再续签天合联盟协议)
- 意大利航空货运(2021年10月15日起重組成為ITA義大利航空，義大利航空停止營運)
- 中華航空货运(時間待查，現時天合聯盟貨運官網聯盟成員已不見華航)
- 俄羅斯航空货运(2022年受俄烏戰爭影響，天合聯盟開除俄航會籍)
- 捷克航空货运(2024年10月26日，捷克航空轉型並退出天合联盟)
- ITA義大利航空(2025年2月3日，ITA航空順應母公司漢莎航空政策退出天合联盟)